# کنت پارسونز
کنت هرالد پارسونز (۱۹۰۳–۱۹۹۸) استاد اقتصاد کشاورزی در دانشگاه ویسکانسین-مدیسن بود.
او در سال ۱۹۳۷ به هیئت علمی پیوست، در سال ۱۹۴۰ مدرک دکترای خود را دریافت کرد و پس از یک دوره تدریس و تحقیق برجسته، در سال ۱۹۷۴ بازنشسته شد. او از سال ۱۹۳۱ تا ۱۹۳۶، در واشینگتن. دی.سی. با هیئت کشاورزی فدرال، ادارهٔ اعتبارات کشاورزی و وزارت کشاورزی ایالات متحده همکاری داشت. پارسونز از سال ۱۹۴۰ تا ۱۹۷۰، با سازمان غذا و کشاورزی ملل متحد، طرح مارشال، بنیاد فورد و آژانس توسعه بین‌المللی ایالات متحده همکاری کرد و در اروپا، آسیا، آفریقا و آمریکای لاتین، با تمرکز ویژه بر مالکیت زمین و اصلاحات ارضی و پیاده‌سازی اقتصادی آنها، به تحقیق پرداخت. پارسونز در سال ۱۹۲۹، به عنوان دانشجوی دانشگاه ویسکانسین-مدیسن، جذب ایده‌های اقتصاددان نهادگرا، جان آر. کامانز، شد و کتاب «اقتصاد کنش جمعی» نوشتهٔ کامانز را که در سال ۱۹۵۰ توسط انتشارات مک‌میلان پس از مرگ کامانز در سال ۱۹۴۵ منتشر شد، ویرایش کرد. پارسونز «دیدگاه جان آر. کامانز»، مجلهٔ اقتصاد زمین و خدمات عمومی، را در سال ۱۹۴۲ نوشت.

## دستاوردها
پارسونز یکی از اولین اقتصاددانان کشاورزی آمریکایی بود که دغدغه و تعهد حرفه‌ای به مطالعهٔ توسعهٔ اقتصادی داشت. او در سال‌های ۱۹۴۹–۱۹۵۰ اقتصاددان ارشد بخش کشاورزی طرح مارشال بود. پارسونز در اکتبر ۱۹۵۱ به سازماندهی کنفرانس جهانی مالکیت زمین در مدیسن کمک کرد. او به همراه ریموند پن و فیلیپ راپ، مجموعه مقالات منتشر شده با عنوان «تصرف زمین و مشکلات مرتبط در کشاورزی جهانی»، انتشارات دانشگاه ویسکانسین، ۱۹۵۶ را ویرایش کرد. او در سال ۱۹۶۲ به تأسیس مرکز مالکیت زمین در دانشگاه ویسکانسین کمک کرد تا در آمریکای لاتین در مورد مالکیت زمین و مسائل مرتبط با توسعهٔ کشاورزی تحقیق کند. از سال ۱۹۶۸ تا ۱۹۷۱، پارسونز رئیس دپارتمان اقتصاد کشاورزی، دانشگاه ایفه، نیجریه بود. مسئولیت پارسونز ایجاد دپارتمان اقتصاد کشاورزی، آموزش دانشجویان و تدریس دوره‌ها و سمینارها بود.
او عضو انجمن اقتصاد کشاورزی آمریکا بود و در سال ۱۹۸۵ جایزهٔ وبلن-کامانز را از انجمن اقتصاد فرگشتی دریافت کرد.

## آثار
- Parsons, K. H. (1941). "Social Conflicts and Agricultural Programs". Journal of Farm Economics. 23 (4): 743–764. doi:10.2307/1231674. JSTOR 1231674.
- Parsons, K. H.; Commons, J. R. (1942). "John R. Commons' Point of View". The Journal of Land & Public Utility Economics. 18 (3): 245–266. doi:10.2307/3159056. JSTOR 3159056.
- Parson, K. H.; Waples, E. (1945). "Keeping the Farm in the Family". Research Bulletin of the University of Wisconsin–Madison. 157.
- Parsons, K. H. (1949). "The Logical Foundations of Economic Research". Journal of Farm Economics. 31 (4): 656–686. doi:10.2307/1232709. JSTOR 1232709.
- Parsons, K. H. (1957). "U.S. Training for Foreign Students in Agricultural Economics". Journal of Farm Economics. 39 (2): 235–249. doi:10.2307/1234140. JSTOR 1234140.
- Parsons, K. H. (1957). "Land Reform in the Postwar Era". Land Economics. 33 (3): 213–227. Bibcode:1957LandE..33..213P. doi:10.2307/3144530. JSTOR 3144530.
- Parsons, K. H. (1959). "Land Reform in the United Arab Republic". Land Economics. 35 (4): 319–326. Bibcode:1959LandE..35..319P. doi:10.2307/3144597. JSTOR 3144597.
- Parsons, K. H. (1966). "Institutional Aspects of Agricultural Development Policy". Journal of Farm Economics. 48 (5): 1185–1194. doi:10.2307/1237118. JSTOR 1237118.
- Parsons, K. H. (1974). "The Institutional Basis of an Agricultural Market Economy". Journal of Economic Issues. 8 (4): 737–757. doi:10.1080/00213624.1974.11503226. JSTOR 4224357.
- Parsons, K. H. (1985). "John R. Commons: His Relevance to Contemporary Economics". Journal of Economic Issues. 19 (3): 755–778. doi:10.1080/00213624.1985.11504414. JSTOR 4225619.